# Bartolomeo da Varignana
Bartolomeo da Varignana (Varignana, ... – ...; fl. XIII-XIV secolo) è stato un medico e anatomista italiano.

## Biografia
Nacque verso fine degli anni cinquanta del Duecento dal medico Giovanni da Varignana; frequentò la scuola di Taddeo Alderotti, il più celebre medico del tempo, che contribuì a creare la Facoltà di medicina nello studium bolognese. Negli anni settanta/ottanta, sposò Michelina di Nascimbene da Sala, da cui ebbe tre figli: Guglielmo, Giovanni e Corradino.
Nel 1278 era qualificato come magister; tenne scuola dal 1292 e nel 1302 fu tra i primi medici ad ottenere l'autorizzazione a dissezionare pubblicamente i cadaveri per fini di studio e insegnamento; inoltre introdusse nel programma scolastico bolognese le opere di Galeno, probabilmente grazie agli insegnamenti di Alderotti.
Nel 1293 fu chiamato a curare il marchese di Ferrara Aldobrandino II d'Este. Divenne famoso come perito legale al servizio del comune di Bologna. Nello stesso periodo si dedicò anche alla politica e diplomazia. Venne eletto varie volte nei consigli cittadini: nel Consiglio dei duemila, come rappresentante della Società d'armi delle chiavi, poi nel Consiglio degli anziani e consoli, e nel 1303 divenne Priore, la massima carica del Comune.
Le procedure medico-legali a Bologna, negli statuti bolognesi del XIII secolo, sono consolidate e la storiografia mostra il primato di Bologna nello sviluppo della perizia giudiziaria: Bartolomeo seguiva un rigore metodologico basandosi sulla diretta osservazione autoptica, sul ragionamento anamnestico-clinico, sulla corrispondenza tra denuncia, modalità del crimine e lesività riscontrata; i referti di Bartolomeo sono più diffusi, circostanziati e motivati di quelli dei contemporanei, e contengono riferimenti alla letteratura medica del tempo o ad autori classici. È nota un'autopsia del 1302 in cui il collegio peritale, costituito dai medici Bartolomeo da Varignana e Giacomo Rolandini e dai chirurghi Giovanni da Brescia, Pace degli Angeli e Tommasino Grinci, giunse a concorde giudizio stabilendo che la vittima, Azzolino del fu Onesto, non era stata avvelenata ma era deceduta a causa di una emorragia interna.
Nel 1306, con un colpo di Stato, il partito dei neri prese il sopravvento e Bartolomeo fu condannato al confino a Venezia; nel 1307 tornò a Bologna.
Nel corso della spedizione italiana dell'imperatore Enrico VII di Lussemburgo, Bartolomeo lasciò Bologna per servirlo come medico e consigliere personale nell'assedio di Brescia: il Consiglio degli anziani e consoli lo condannò, il 15 ottobre 1311, con la sua famiglia, al bando e alla confisca dei beni. Enrico VII morì improvvisamente a Buonconvento il 24 agosto 1313, con un sospetto di avvelenamento dell'ostia dell'eucaristia da parte del confessore domenicano Bernardo da Montepulciano, su istigazione del tesoriere del re di Francia. Bartolomeo scrisse un consilium in cui dichiarava che l'imperatore era morto per cause naturali.
Con l'accusa di essere ghibellino fu esiliato da Bologna, e si spostò tra Genova, Firenze, Perugia (con Tommaso del Garbo e Gentile da Foligno), Venezia e Zara; morì, forse a Genova, nel 1318 o nel 1321, ma comunque prima del luglio 1328. Venne sepolto nel cimitero della chiesa di San Francesco a Bologna.
La professione medica fu praticata anche da un altro figlio di Bartolomeo, Giovanni, da cui nacquero gli ultimi esponenti della famiglia Varignana: Matteo e Pietro, che studiarono e insegnarono nell'ateneo bolognese.

## Opere
Bartolomeo ha lasciato varie opere manoscritte conservate a Vicenza, Oxford, Napoli e nella Biblioteca Vaticana; probabilmente parte di esse è da attribuire al figlio Guglielmo, che seguiva il padre, e scrisse una Pratica Medicae conservata a Venezia.